# Claude La Haye
Claude La Haye é um sonoplasta e diretor de som canadense. Foi indicado ao Oscar de melhor mixagem de som na edição de 2017 pelo filme Arrival, ao lado de Bernard Gariépy Strobl. Destacou-se também por seu trabalho em Guibord s'en va-t-en guerre e Brooklyn.